# Syrrusis pictura
Syrrusis pictura là một loài bướm đêm trong họ Noctuidae.